# Düben (Adelsgeschlecht)

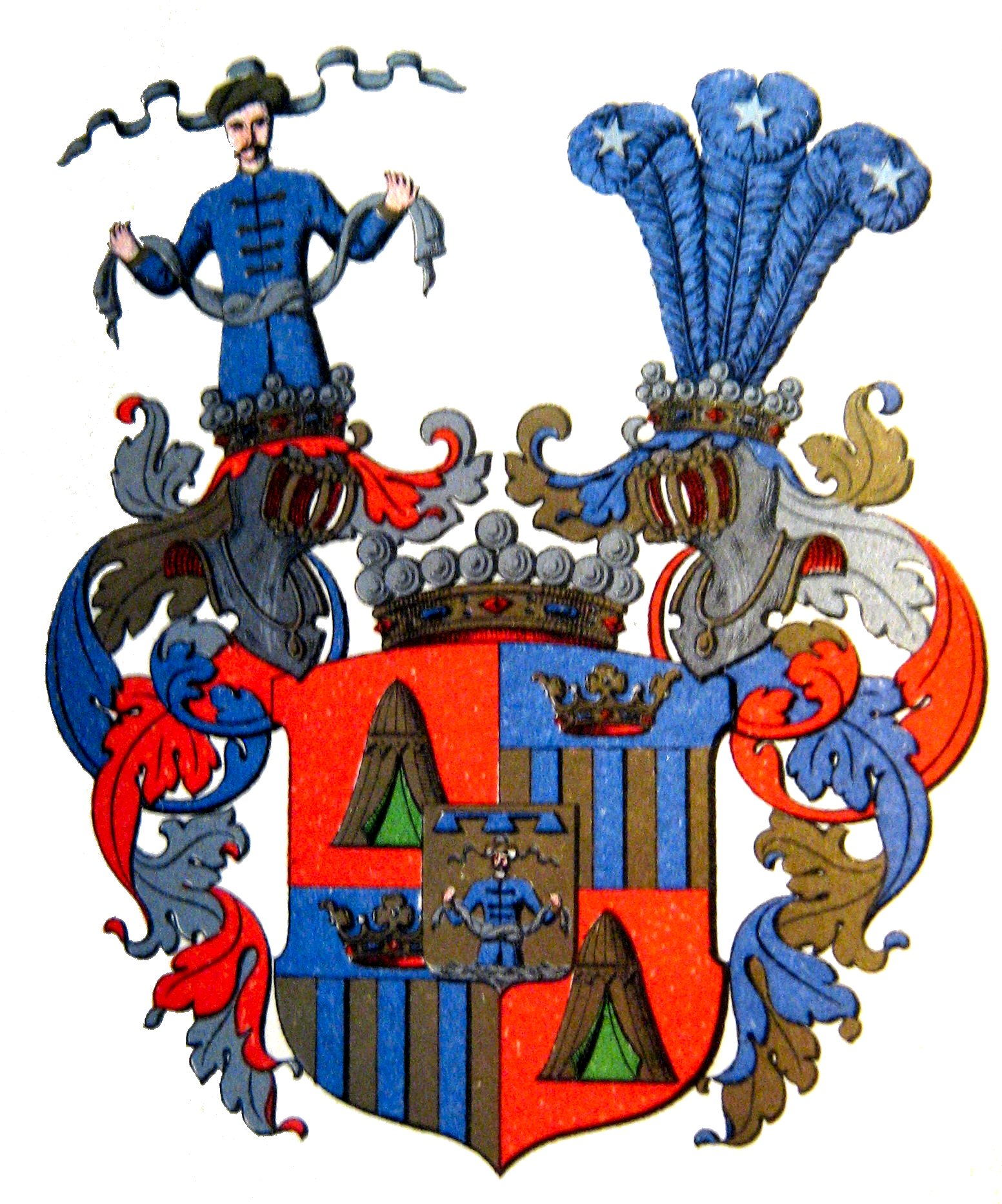
Wappen der Freiherren von Düben

Düben ist der Name eines schwedischen Adelsgeschlechts und Musikfamilie mit deutschem Ursprung.
Folgende Personen tragen den Familiennamen:
- Andreas Düben (1597–1662), deutscher Kapellmeister am schwedischen Hof in Stockholm, Organist und Komponist
- Gustav Düben (~1628–1690), schwedischer Hofkapellmeister, Organist und Komponist
- Henrik Jakob von Düben (1733–1805), schwedischer Hofmarschall und Diplomat
- Lotten von Düben (1828–1915), schwedische Fotografin.
- Magnus Vilhelm von Düben (1814–1845), schwedischer Naturforscher